# Cristian Ganea
Cristian Ganea (pronunciación en rumano: [kristiˈan ˈgane̯a]; Bistrița, Rumania, 24 de mayo de 1992) es un futbolista rumano que juega como defensa en el F. C. Farul Constanța de la Liga I y en la selección de Rumania.

## Trayectoria

### Inicios en Rumanía y llegada a Basauri
Nació en Bistrita, una ciudad perteneciente a la región histórica de Transilvania (Rumanía) y capital del condado de Bistrița-Năsăud, aunque pasó su infancia en una pequeña localidad cercana llamada Telciu. Su primer equipo fue el Inter Viişoara, donde destacó como goleador.
Con once años llegó a Basauri, en la provincia de Vizcaya, para vivir junto a sus padres y a su hermana mayor. En el País Vasco siguió formándose como futbolista, pasando tres temporadas en las categorías inferiores del CD Basconia y, en edad juvenil, otras dos campañas en el CD Indartsu de Basauri. A finales de abril de 2010, en Murcia, jugó la fase final del torneo de selecciones autonómicas con la selección de Euskadi sub-18. En ese torneo llamó la atención del RCD Mallorca, firmando por su equipo juvenil para la temporada 2010-11. En verano de 2011, realizó la pretemporada con el RCD Mallorca "B" a las órdenes de Miquel Soler. Finalmente, el técnico catalán no contó con el jugador, que tuvo que disputar la temporada 2011-12 y la primera mitad de la temporada 2012-13 en el CD Santañí de Tercera División. En el club balear disputó 50 partidos y marcó 19 goles, siete de ellos de penalti.

### Vuelta a Rumanía
En enero de 2013 se incorporó al Targu Mures de la Liga II rumana. En verano fichó por el CS Universitatea Craiova, con el que logró el ascenso a la Liga I en 2014. Para la temporada 2014-15 se unió al Sageata Navodari, que acababa de descender a la Liga II. Debido a la desaparición del club, a principios de 2015, firmó por el FC Brasov de la Liga I. El 1 de marzo logró su primer gol en Liga I en el empate a uno ante el FC Astra. El 21 de marzo marcó el gol de la victoria ante el Dinamo Bucarest, con un tanto de falta directa en el minuto 88. Finalmente, el equipo aurinegro acabó perdiendo la categoría.

#### FC Viitorul Constanța
En verano de 2015 llegó a las filas del Viitorul Constanța, dirigido por Gica Hagi. El entrenador rumano le puso de lateral izquierdo, después de haber jugado siempre como extremo o mediapunta. El 29 de octubre logró su primer gol tras un espectacular remate de volea desde fuera del área, en la victoria por 1-0 ante el Botoșani en Copa. El 21 de diciembre marcó su primer doblete en Liga I, en apenas tres minutos, que sirvió para ganar y remontar (2-3) al FC Voluntari. En su primera campaña jugó 34 partidos de Liga I, en los que anotó 3 goles, tres partidos de Copa logrando un tanto y un partido de Copa de la Liga. En la segunda temporada logró el título de Liga I jugando 26 partidos, si bien, no llegó a anotar ningún gol. Además, el 28 de julio de 2016 debutó en competición europea, en la tercera ronda previa de la Liga Europa de la UEFA, en la derrota ante el Gent (5-0). Su tercera campaña comenzó con la derrota (1-0) en la final de la Supercopa de Rumanía ante el FC Voluntari. El 17 de julio logró su primer gol de falta directa con el club portuario en la victoria (3-0) ante el Gaz Metan. El 26 de julio de 2017 debutó en Liga de Campeones marcando de falta directa ante el APOEL (1-0) en el minuto 75. Este gol supuso la primera victoria del club en la máxima competición continental. Al final, el equipo cayó eliminado en el partido de vuelta por 4-0. En agosto, tampoco pudieron superar la eliminatoria de Liga Europa ante el Red Bull Salzburg (1-7).El 15 de enero de 2018 se confirmó su fichaje por el Athletic Club por tres temporadas más una opcional, efectivo a partir del 1 de julio. El 28 de abril logró su segundo doblete con el FC Viitorul, en un empate a tres, ante el CS Universitatea Craiova. El 20 de mayo disputó su último partido con el club rumano en una derrota (1-0) ante el CFR Cluj, dejando al equipo en cuarta posición. 

### Athletic Club
El 28 de mayo de 2018 fue presentado como nuevo jugador del equipo bilbaíno. El 28 de noviembre debutó con el Athletic Club, y en San Mamés, en la victoria por 4 a 0 ante la SD Huesca. El lateral rumano sustituyó al delantero Aritz Aduriz en el minuto 72 en la ida de los dieciseisavos de final de la Copa del Rey. El 3 de diciembre debutó, como titular, en Primera División en la derrota por 3 a 0 ante el Levante UD, teniendo que ser sustituido por una contusión costal en el minuto 50.

#### Cesión al Numancia
El 9 de enero de 2019 se acordó su cesión al CD Numancia de la Segunda División hasta final de temporada. Tres días después debutó saliendo en el once titular, en el Estadio Los Pajaritos, en un encuentro ante el Reus Deportiu (1-1). Se consolidó rápidamente como el lateral izquierdo titular del Numancia, donde disputó diecisiete encuentros como titular.

#### Regreso al Viitorul
El 24 de enero de 2020, el Athletic Club anunció su regreso al Viitorul Constanța como cedido hasta el 30 de junio. En el club rumano disputó diez partidos durante su cesión, en los que anotó un gol frente al FC Academica Clinceni gracias a un potente disparo desde fuera del área.

### Grecia
El 14 de agosto de 2020, tres días después de haber rescindido su contrato con el Athletic, firmó un contrato de dos temporadas con el Aris Salónica.
El 14 de junio de 2022 firmó por el Panathinaikos Fútbol Club de la Superliga. Su etapa en el cuadro ateniense estuvo marcada por las secuelas del COVID que le impidieron jugar desde el mes de noviembre.

### Regreso a Rumania
El 6 de septiembre de 2023 se marchó al FCSB de la capital rumana. Allí estuvo la primera parte de la temporada y en enero fichó por el F. C. Farul Constanța con un contrato hasta mediados de 2025.

## Selección nacional
Es internacional absoluto con la selección de Rumanía. El 13 de junio de 2017, el seleccionador Cristopher Daum le hizo debutar, como titular, en un partido amistoso ante Chile (3-2). El 1 de septiembre de 2017 jugó su primer partido oficial, clasificatorio para el Mundial 2018, en la victoria ante Armenia (1-0). El 8 de octubre de 2017, ya con Cosmin Contra como seleccionador, fue expulsado en el minuto 63 ante Dinamarca (1-1), en su cuarto partido como internacional.
En marzo de 2019, tras un año de ausencia, regresó a una convocatoria de la selección tricolorii para los dos partidos de clasificación para la Eurocopa 2020 ante Suecia e Islas Feroe. Pocos días después, sufrió unos problemas musculares en su pierna izquierda que le impidieron participar en ambos choques.

## Clubes
- Actualizado a 26 de enero de 2024.

| Club                              | País    | Año       | Partidos | Goles |
| --------------------------------- | ------- | --------- | -------- | ----- |
| C. D. Basconia Cadete             | España  | 2005-2008 |          |       |
| Indartsu Club Juvenil             | España  | 2008-2010 |          |       |
| R. C. D. Mallorca Juvenil         | España  | 2010-2011 |          |       |
| C. D. Santañí (cedido)            | España  | 2011-2012 | 50       | 19    |
| ASA Targu Mures                   | Rumania | 2013      | 10       | 2     |
| CS U Craiova                      | Rumania | 2013-2014 | 31       | 5     |
| Sageata Navodari                  | Rumania | 2014      | 16       | 3     |
| FC Braşov                         | Rumania | 2015      | 16       | 2     |
| F. C. Viitorul Constanța          | Rumania | 2015-2018 | 105      | 10    |
| Athletic Club                     | España  | 2018-2020 | 2        | 0     |
| C. D. Numancia (cedido)           | España  | 2019      | 17       | 0     |
| F. C. Viitorul Constanța (cedido) | Rumania | 2020      | 10       | 1     |
| Aris Salónica                     | Grecia  | 2020-2022 | 59       | 1     |
| Panathinaikos                     | Grecia  | 2022-2023 | 10       | 1     |
| FCSB                              | Rumania | 2023-2024 | 8        | 0     |
| F. C. Farul Constanța             | Rumania | 2024-     | 2        | 0     |

## Palmarés

### Títulos nacionales
| Título | Club                     | País    | Año  |
| ------ | ------------------------ | ------- | ---- |
| Liga I | F. C. Viitorul Constanţa | Rumania | 2017 |

## Vida personal
Su madre se desplazó en busca de trabajo a Vizcaya en marzo de 2004, uniéndose poco después su marido, su hija Ionela y el propio Cristian. Desde 2015, sus padres (Viorel y Adina) son dueños del Kanela Kafe, situado en Basauri, cercano al campo de fútbol de Soloarte.